# Chilostoma krueperi
Chilostoma krueperi is een slakkensoort uit de familie van de Helicidae. De wetenschappelijke naam van de soort is voor het eerst geldig gepubliceerd in 1891 door O. Boettger.